# Save That Shit
«Save That Shit» es un sencillo del rapero estadounidense Lil Peep. Se lanzó el 12 de agosto de 2017 y fue incluido en el álbum de estudio Come Over When You're Sober, Pt. 1 como el segundo sencillo del mismo.
La canción es el sexto sencillo más alto de Lil Peep en Estados Unidos, alcanzando el número nueve en la lista Billboard Bubbling Under Hot R&B/Hip-Hop Singles luego de su muerte el 15 de noviembre de 2017.

## Recepción

### Comentarios de la crítica
Mitch Findlay de HotNewHipHop dio a la canción una crítica positiva, recomendando a los lectores que «revisen la canción».

### Desempeño comercial
En Estados Unidos, tras la muerte de Lil Peep, «Save That Shit» debutó en el número nueve de la lista Billboard Bubbling Under Hot R&B/Hip-Hop Singles en la semana del 9 de diciembre de 2017, convirtiéndose en la segunda canción más importante del rapero en el país. La canción más tarde cayó de la lista la semana siguiente.
En Canadá, la canción debutó en el número 97 del Canadian Hot 100 junto con «Awful Things», en la semana que comenzó el 9 de diciembre de 2017, donde se convirtió en la segunda canción más importante de Åhr en el país. Más tarde, se eliminó de la tabla la semana siguiente a partir del 16 de diciembre.

## Video musical
El video musical se estrenó póstumamente el 19 de diciembre de 2017. Fue dirigido por Mezzy y Heavy Rayn. Ha superado los 402 millones de visitas en YouTube a partir de noviembre de 2021.

## Posicionamiento en listas
| Lista (2017)                                        | Mejor posición |
| --------------------------------------------------- | -------------- |
| Canadá (Canadian Hot 100)                           | 97             |
| Suecia (Sverigetopplistan)                          | 75             |
| Estados Unidos (Bubbling Under R&B/Hip-Hop Singles) | 9              |